# Графство Зайн-Алтенкирхен
Графството Сайн-Алтенкирхен (на немски: Grafschaft Sayn-Altenkirchen) е територия на Свещената Римска империя в историческия регион Вестервалд в днещен Рейнланд-Пфалц, Германия, от 1648 до 1803 г.

## История
Графството се създава през 1636 г. чрез наследствена подялба на Графство Зайн. Столицата му Алтенкирхен във Вестервалд принадлежи още от 12 век към Графство Зайн. След изчезването на линията на графовете на Зайн по мъжка линия през 1606 г., Алтенкирхен става владение на графовете от Зайн-Витгенщайн. След смъртта на последния граф през 1636 г. две сестри наследяват графството и го разделят през 1652 г. на Зайн-Хахенбург и Зайн-Алтенкирхен.
Йоханета фон Сайн-Витгенщайн (1632 – 1701) е омъжена втори път за херцог Йохан Георг (1634 – 1686) от Саксония-Айзенах от Ернестинските Ветини. Владение на този род графството остава до 1764 г. Техните наследници са маркграфовете на Бранденбург-Ансбах от рода Хоенцолерн и през 1791 г. графството е включено в състава на Прусия. През февруари 1803 г. графството е дадено на княжество Насау-Узинген, което през 1806 г. заедно с Насау-Вайлбург е издигнато в Херцогсво Насау.
През 1815 г. Виенският конгрес връща Зайн-Алтенкирхен отново на Прусия, след което територията му образува окръг Алтенкирхен, част от пруския регион Кобленц. През 1946 г. става част от провинция Рейнланд-Пфалц.